# Wegemuseum Wusterhausen
Das Wegemuseum Wusterhausen ist ein Spezial- und Regionalmuseum in Wusterhausen/Dosse im Nordwesten Brandenburgs (Landkreis Ostprignitz-Ruppin). Es widmet sich – angefangen von der Erfindung des Rades in der Bronzezeit bis hin zum Transitverkehr im geteilten Deutschland – historischen Wegen verschiedener Epochen. Neben den Leitthemen Wege, Verkehr und Kommunikation dokumentiert das Museum die Stadt- und Regionalgeschichte Wusterhausens und illustriert die Bedeutung historischer Wege für die wirtschaftliche und kulturelle Entwicklung Wusterhausens und der Dosse-Region.
Das Museum ging aus dem 1963 bis 1993 bestehenden Heimatmuseum hervor, das im September 2011 mit dem neuen Profil als Wegemuseum wieder eröffnet wurde. Das Thema „Historische Wege im Wandel der Zeit“ in Verbindung mit der lokalen Stadt- und Regionalgeschichte hat Alleinstellungscharakter mit regionaler sowie überregionaler Reichweite.

## Wegemuseum

### Museumsgeschichte
Im Herbst'schen Haus am Wusterhausener Marktplatz wurde im Jahr 1963 das Kreisheimatmuseum Kyritz eröffnet. Bestehend aus einem Teil der im Zuge der Kreisreform 1952 aufgeteilten Sammlung des Prignitzmuseums Heiligengrabe war das Kreisheimatmuseum ein typisches Museum, dessen Ausstellung ganz im Zeichen der DDR-Kulturpolitik stand. Als Exponate dienten landwirtschaftliche Geräte und Werkzeuge aussterbender Gewerbe sowie zahlreiche Funde archäologischer Ausgrabungen. Durch die Verwaltungsreform 1993 verlor das Museum den Status als Kreismuseum und seine hauptamtliche Leitung. Im Jahr 2000 gründete sich der Kulturverein Wusterhausen e.V., der sich für die Wiederbelebung und Neuausrichtung als Wegemuseum maßgeblich einsetzte. Nach einem mehrjährigen Umgestaltungsprozess wurde das Museum im September 2011 mit einem neuen Profil wiedereröffnet. Die Neukonzipierung ging mit einer umfassenden Sanierung des denkmalgeschützten Herbst'schen Hauses einher.

### Dauerausstellung
Die Ausstellung von 300 m² erstreckt sich über zwölf Räume. Der chronologisch aufgebaute Rundgang führt entlang verschiedener Wege der vergangenen 3000 Jahre, die durch Wusterhausen und die Dosse-Region führten. Angefangen bei der vorgeschichtlichen Erfindung des Rades führt der Weg vorbei an der slawischen Besiedlung der Region entlang der Dosse, am Salzhandelsweg des Mittelalters, der Wusterhausen mit den großen Hansestädten der Elbe verband, bis hin zum Chausseebau der Preußenzeit und dem rasanten Durchbruch des Automobils um 1900. Den letzten Ausstellungsschwerpunkt bildet das Thema Transitverkehr im geteilten Deutschland. Die damalige Fernverkehrsstraße 5 zwischen West-Berlin und Hamburg (heute Bundesstraße 5), die auch durch Wusterhausen führte, war bis zum Bau der Autobahn A24 im Jahr 1982 die Transportachse schlechthin zwischen den beiden deutschen Großstädten und ist mit brisanten Erlebnissen von Anwohnern und Transitreisenden und abenteuerlichen Fluchtgeschichten verbunden.
Zahlreiche interaktive Medienstationen und Installationen durchziehen die Ausstellung und aktivieren zum Erleben von Wegegeschichten. An Hörstationen können Zeitzeugeninterviews abgerufen werden. Eine mediale Fahrradinstallation zeigt alte Filme aus Wusterhausen. Ein Kartenterminal mit einem Fundus an historischem Kartenmaterial bietet vertiefende geografische Informationen.

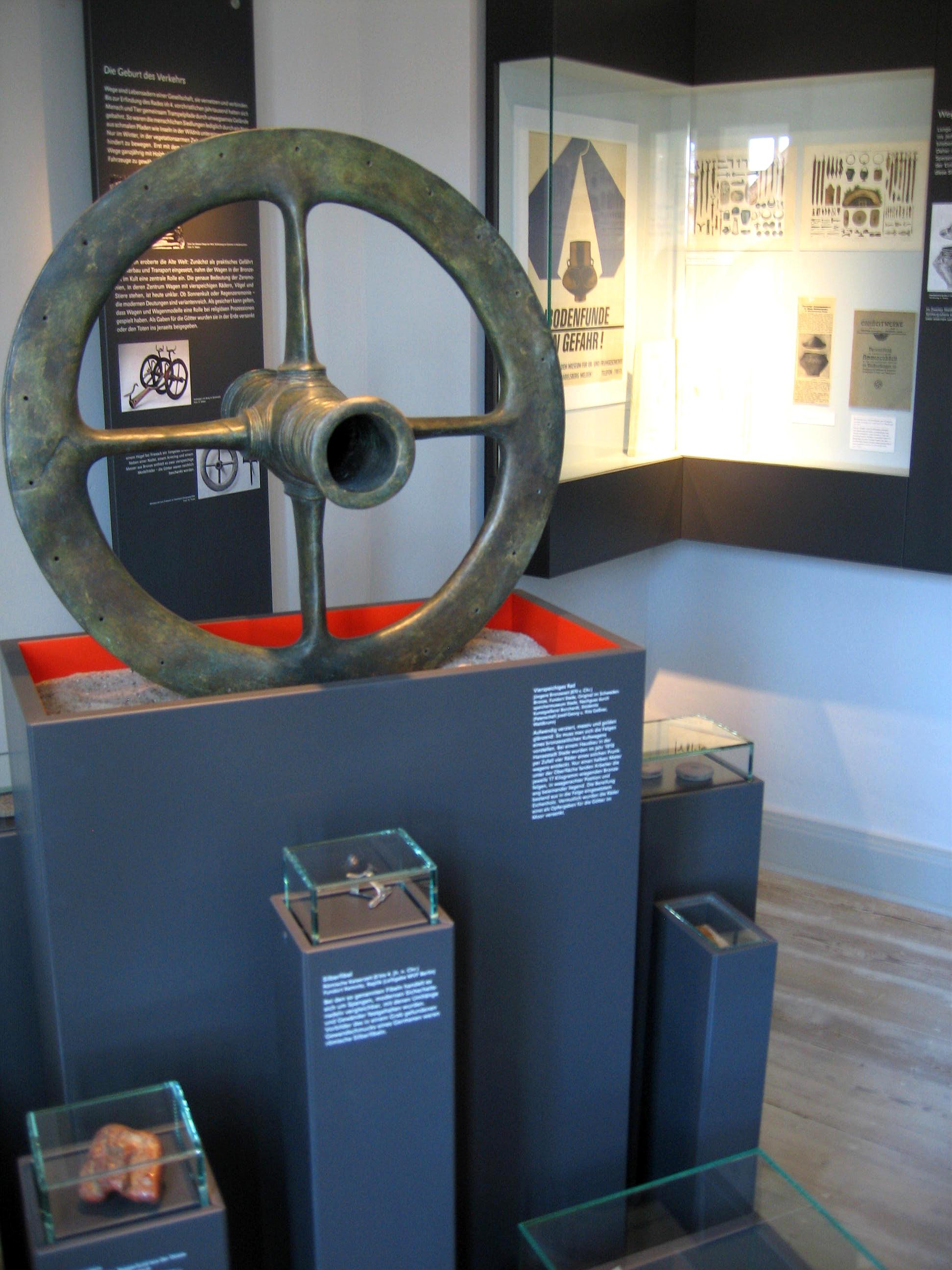
Vorgeschichte
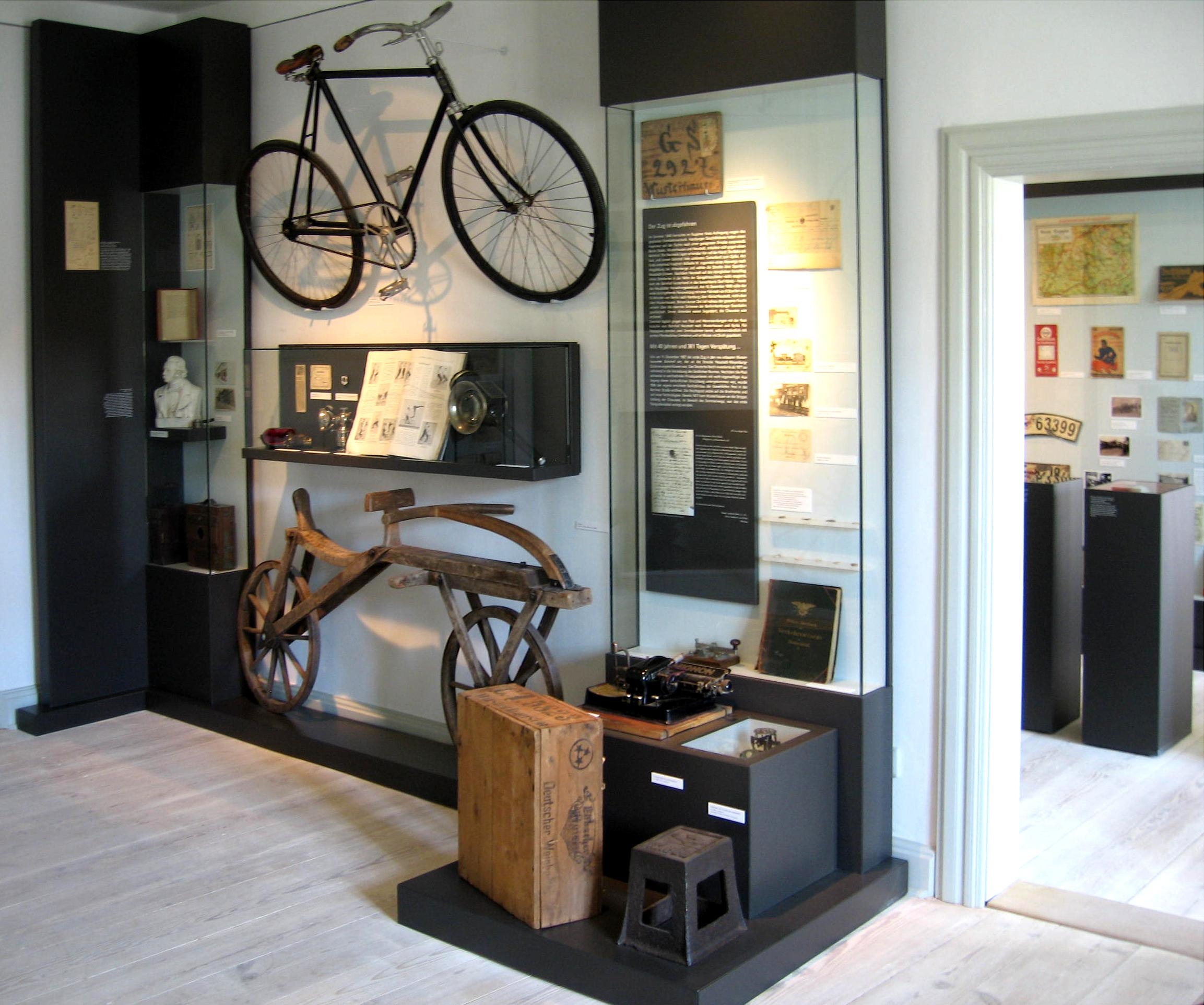
19. Jahrhundert
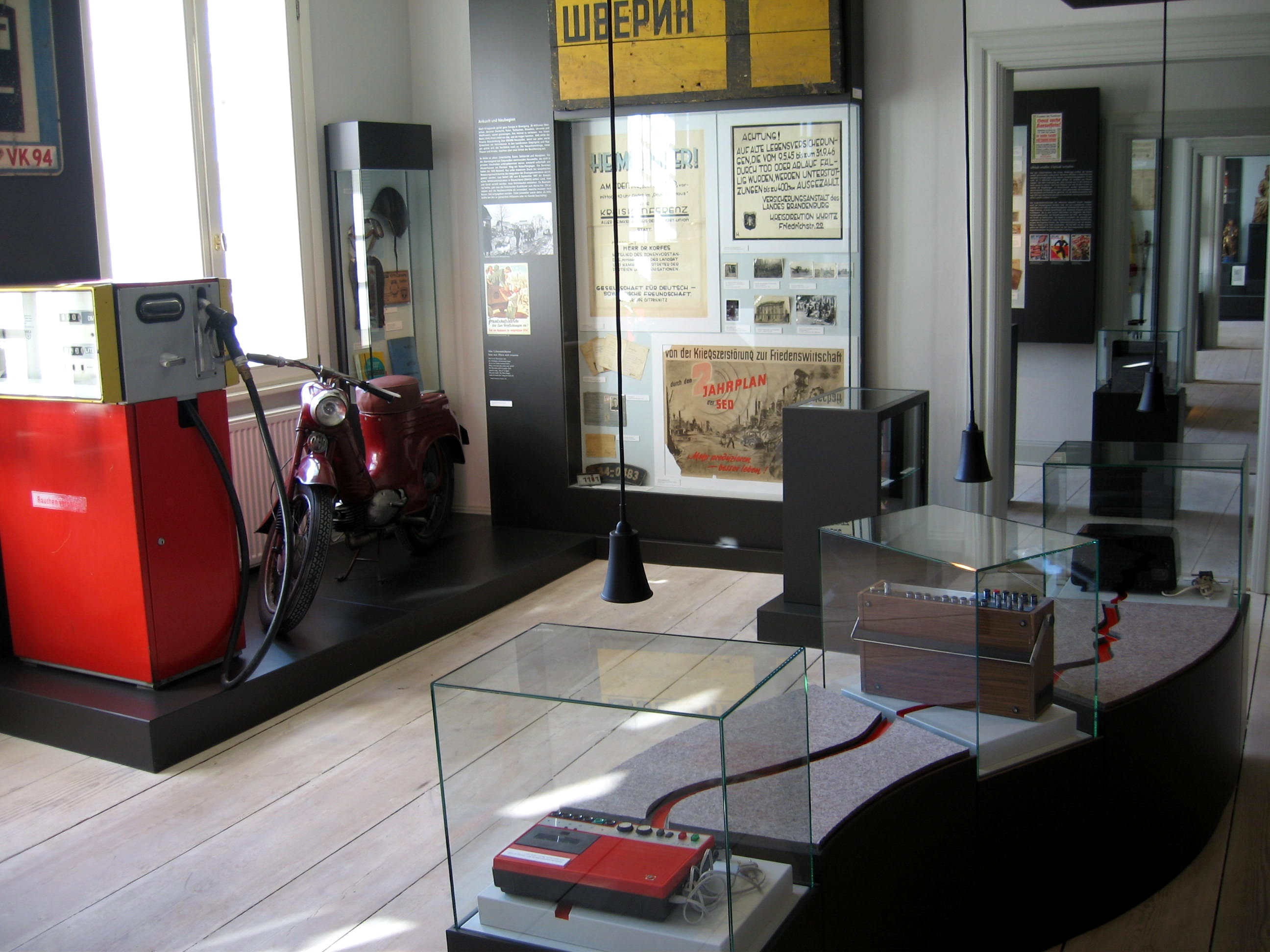
1945 bis Gegenwart

### Sonderausstellungen
Im angegliederten Sonderausstellungsbereich zeigt das Wegemuseum in regelmäßigen Abständen vertiefende oder zu aktuellen Anlässen konzipierte Sonderausstellungen.

## Herbst'sches Haus

### Kulturzentrum
Nach umfassender Restaurierung des denkmalgeschützten Gebäudes in den Jahren 2009 bis 2011 entstand im Herbst‘schen Haus eine Kultur-, Bildungs- und Begegnungsstätte für Stadt und Umland. Unter seinem Dach befinden sich das Wegemuseum, die Bibliothek und eine Tourismusinformation. Im Veranstaltungsraum, dem „Alten Laden“, finden vielfältige kulturelle Veranstaltungen statt. Der idyllische, historische Innenhof des Hauses lädt im Sommer zu Freilichtveranstaltungen ein.

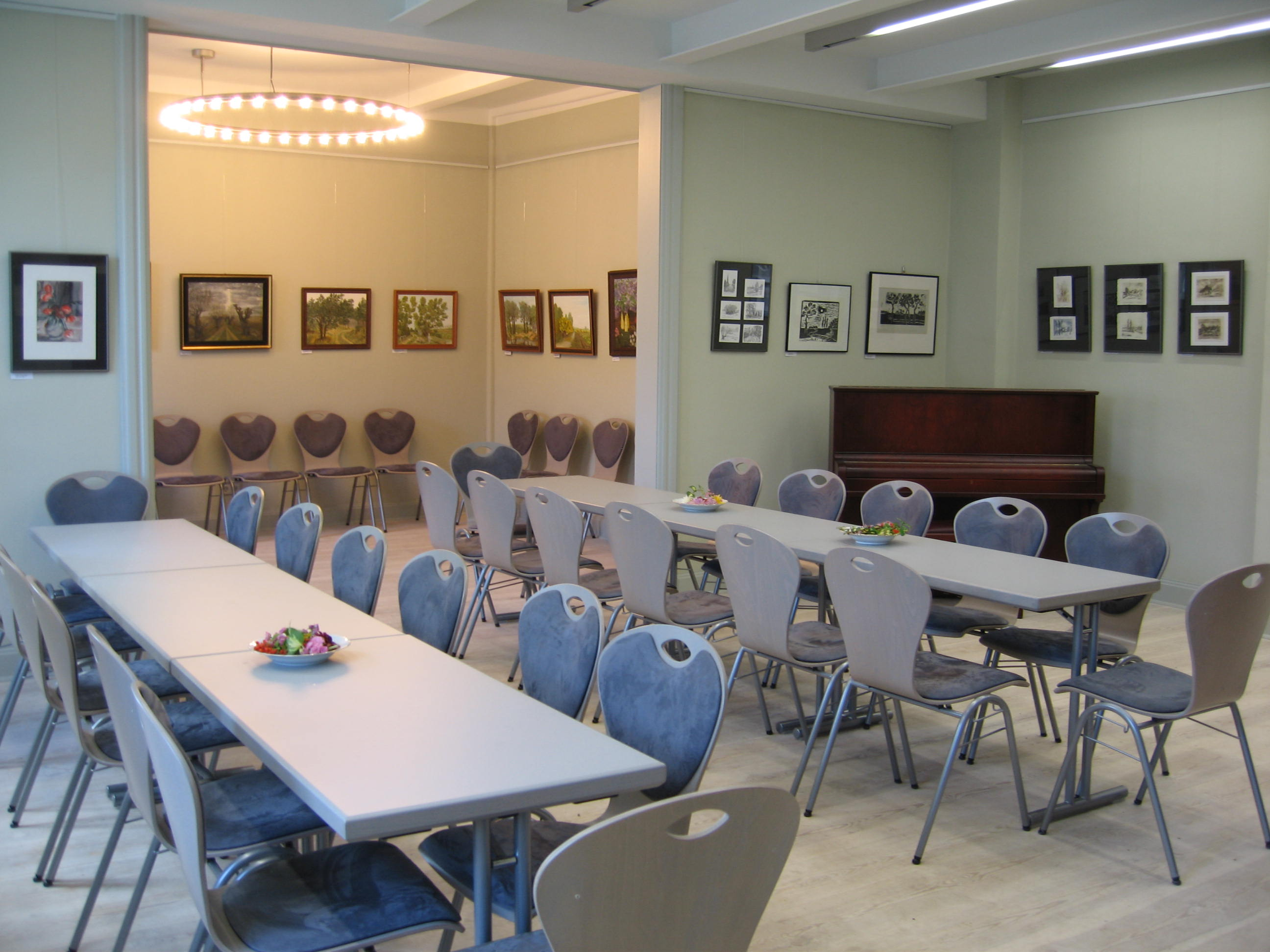
Veranstaltungsraum "Alter Laden"
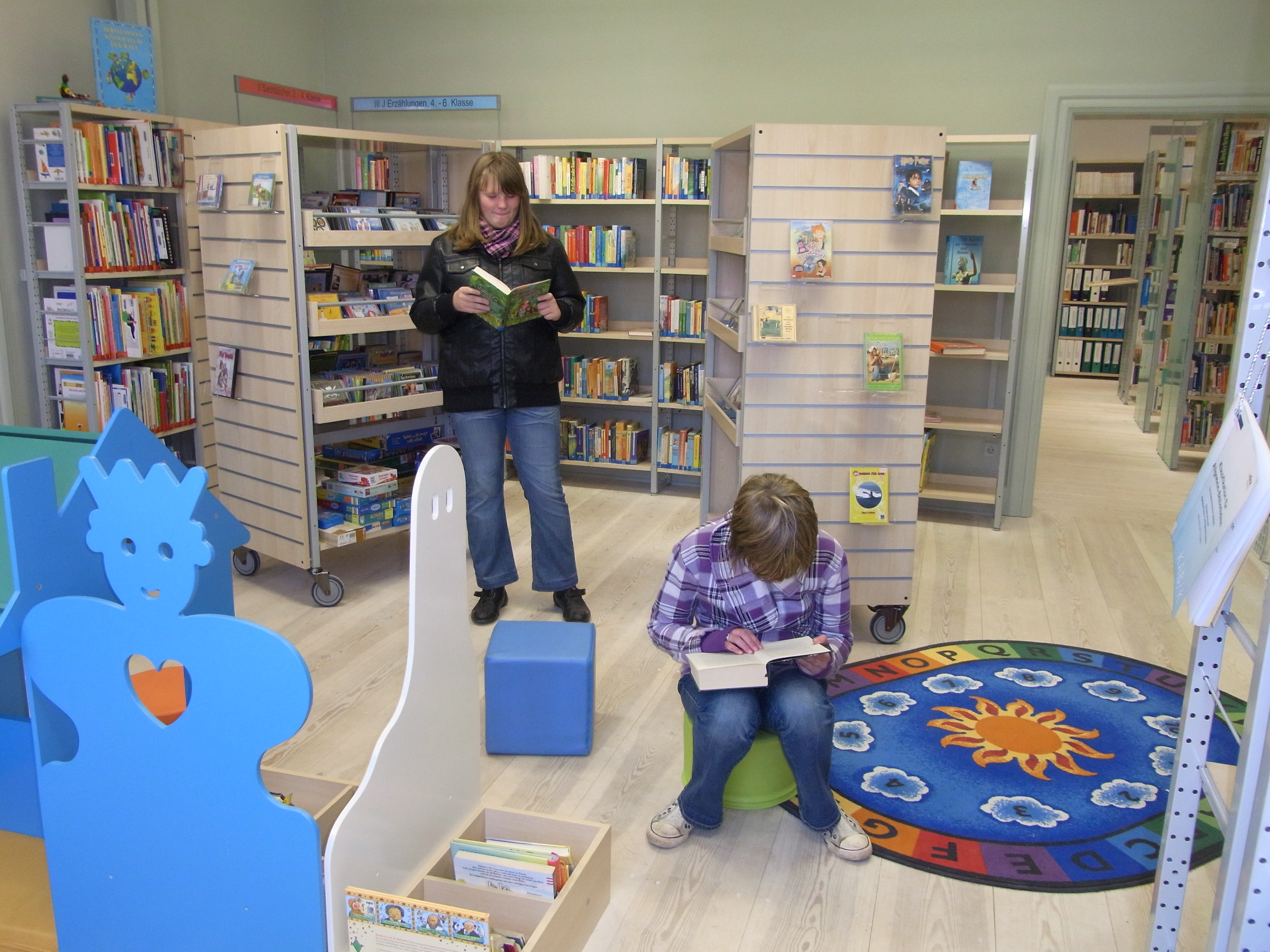
Bibliothek Wusterhausen
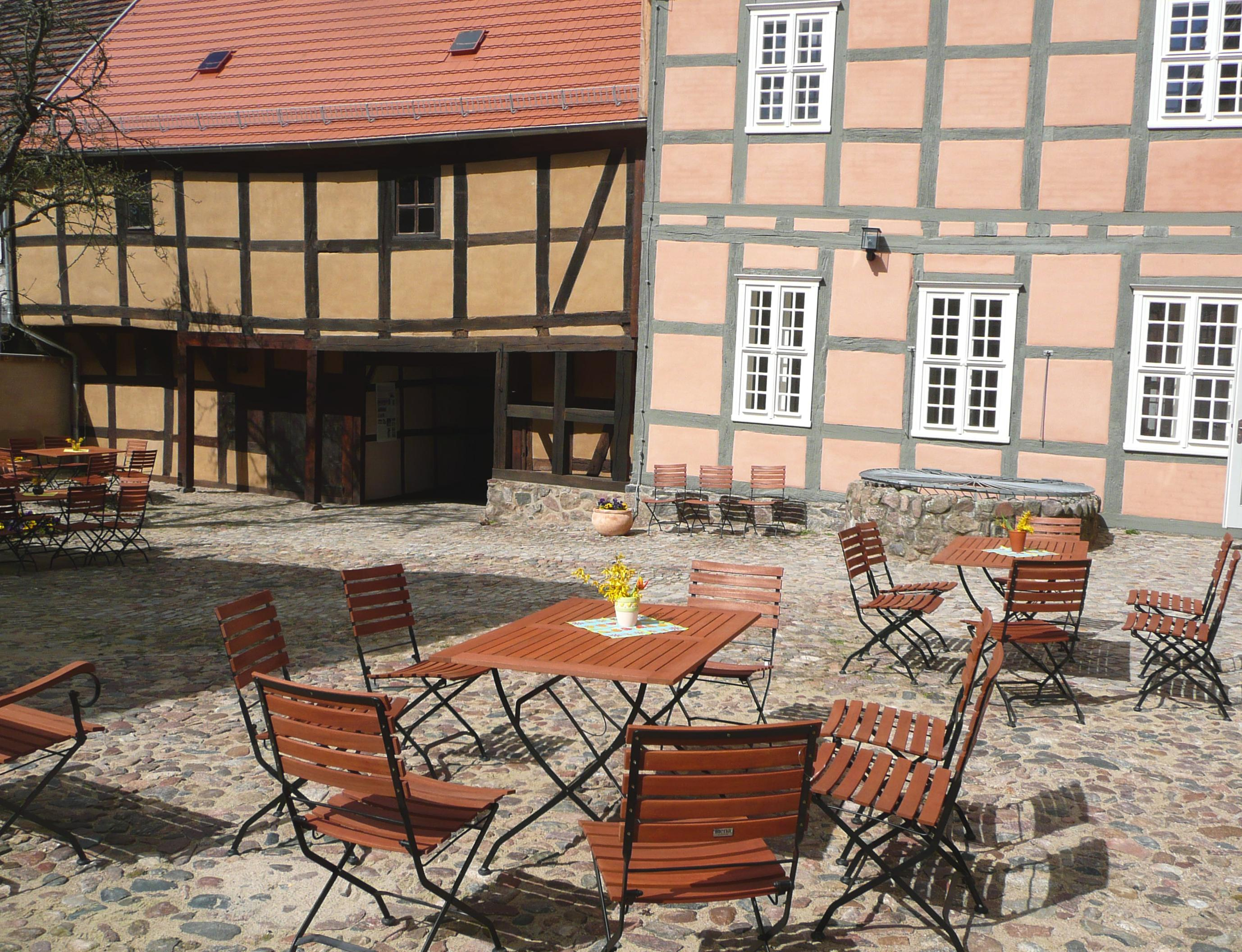
Innenhof des Herbst'schen Hauses

### Hausgeschichte

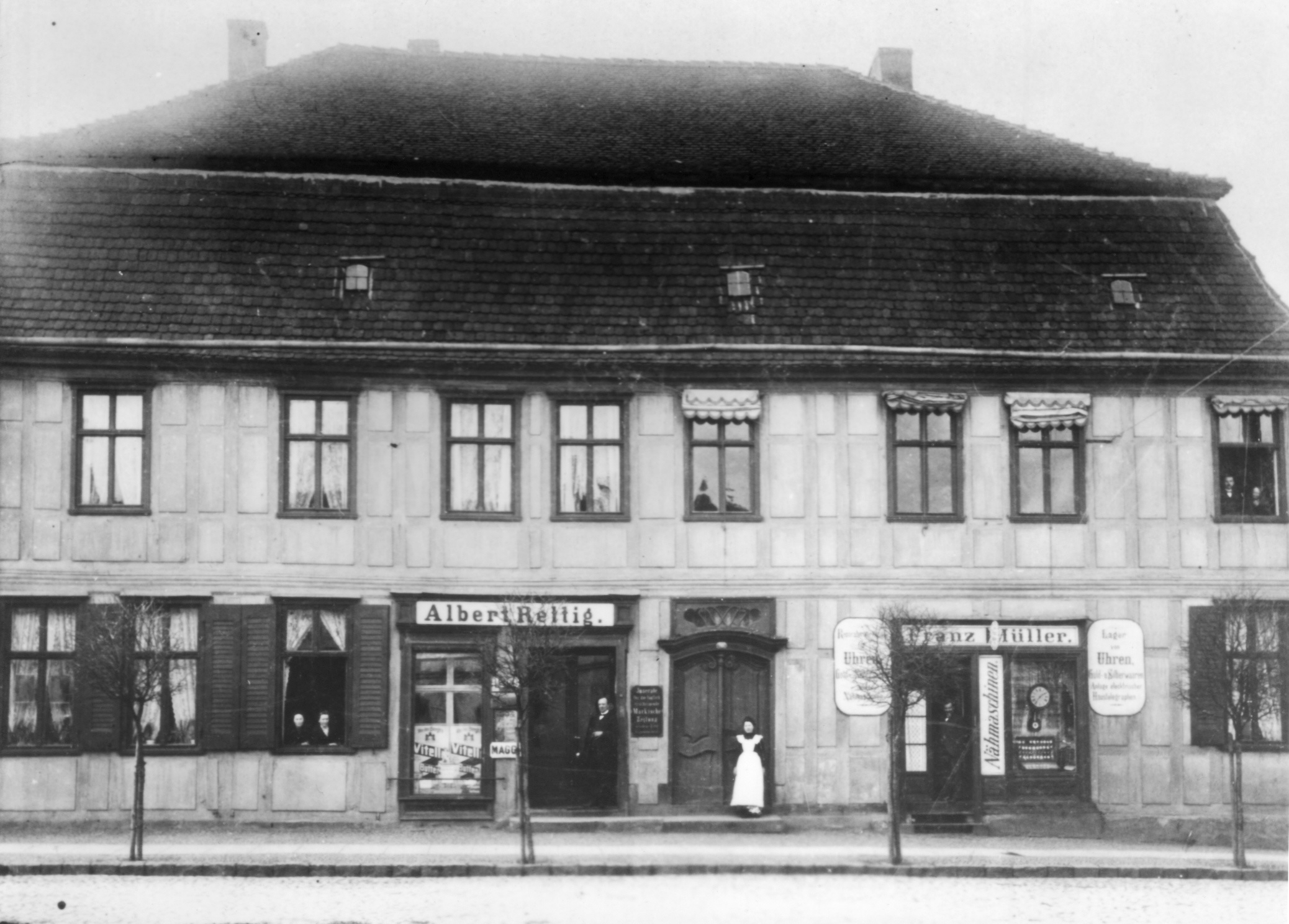
Wusterhausen, Am Markt 3, Herbst'sches Haus

Nach dem letzten großen Stadtbrand von 1758, bei dem Wusterhausen zu nahezu zwei Dritteln niedergebrannt war, errichtete 1764 Stadtkämmerer Johann Adolf Werkenthin an einer Brandstelle zentral am Marktplatz ein stattliches Fachwerkgebäude auf den Kellergewölberesten des Vorgängerhauses. Bereits damals prägte das barocke Gebäude mit seinen sieben Fensterachsen und dem mächtigen Mansardwalmdach als eines der größten Privathäuser der Stadt den Marktplatz. Der von einem Seitenflügel und angrenzenden Stall- und Lagerbauten gebildete Hof ist das einzige heute in seiner Gesamtheit erhaltene barocke Hofensemble Wusterhausens. Die originale barocke Eingangstür ist mehrmals restauriert worden.
Trotz mehrfacher Besitzerwechsel über zwei Jahrhunderte hinweg blieb das Haus stets in kaufmännischer Hand. Von der Kaufmannsfamilie Rettig übernommen, gelangte das Haus 1917 in den Besitz der Familie Herbst, die bis 1960 einen Einzelhandelsladen betrieb. Der Kaufmann August Herbst war der letzte private Eigentümer des Hauses, unter dessen Namen das Haus in Wusterhausen heute auch bekannt ist.
Anschließend diente es für viele Jahre als Domizil des Kreisheimatmuseums Kyritz und als Ladenfläche, während das Obergeschoss als Mehrfamilienwohnhaus genutzt wurde. Bis zum Jahr 2000 befand sich im heutigen „Alten Laden“ ein Spielzeugwarenladen.

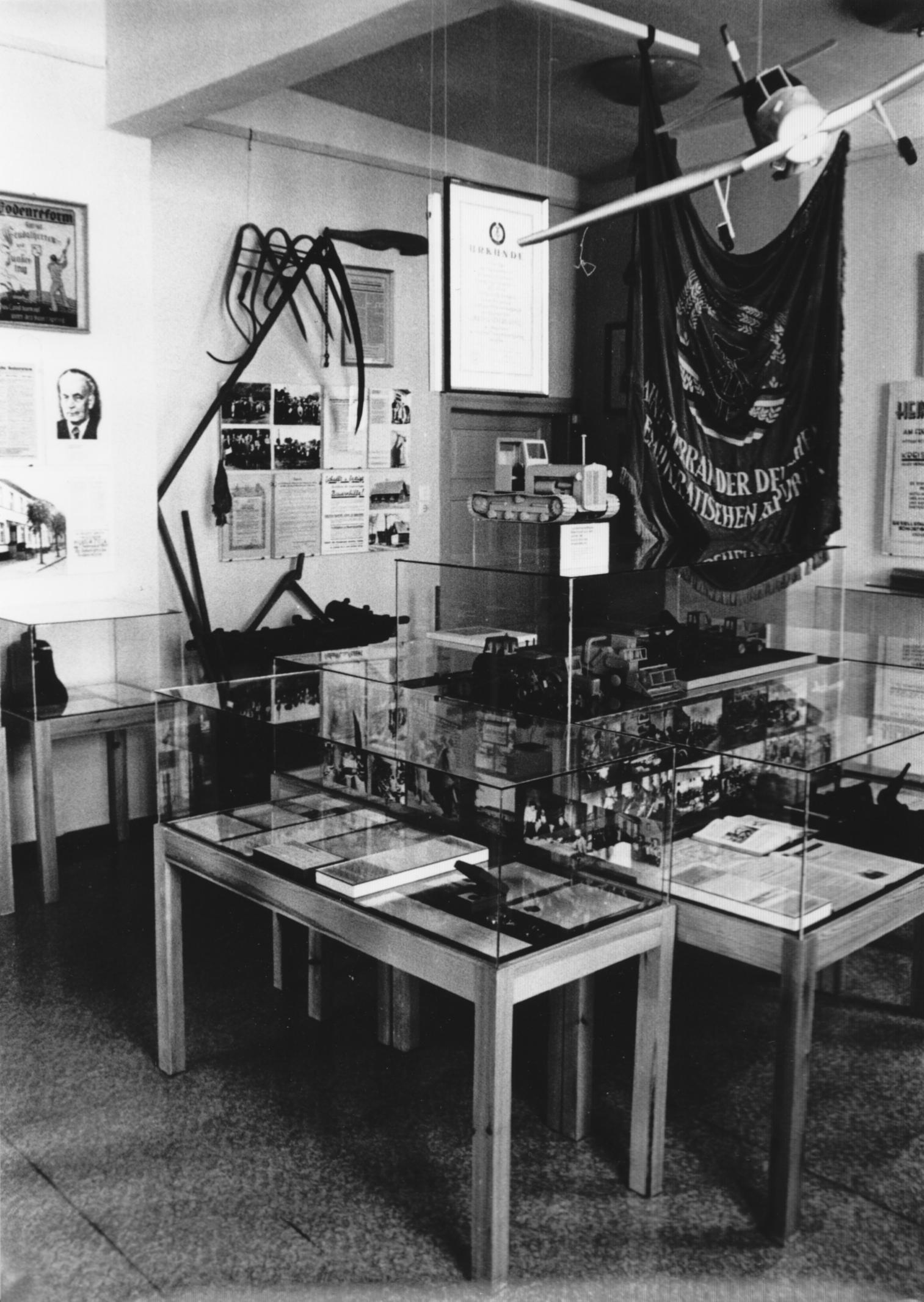
Dauerausstellung von 1983

### Chronologie
| 1764      |  | Errichtung vom Stadtkämmerer Johann Adolf Werkenthin |
| etwa 1765 |  | Vermutlich übernahm das Gebäude die Funktion einer Posthalterei. |
| 1818      |  | Die Kaufmannsfrau Ulrike Achilles erwarb das Gebäude von ihrem Vater Johann Uden. |
| 1855      |  | Übergang in den Besitz des Kaufmanns Robert Zillich |
| 1870–1880 |  | Die weiträumige barocke Hofanlage wurde geteilt und mit einem Quergebäude versehen. |
| 1885      |  | Übergang in den Besitz des Kaufmanns Albert Rettig |
| um 1900   |  | Der Hausflur erhielt eine üppige Ausmalung mit Säulen, Balustraden und Girlanden (1963 übertüncht) und Handschuhmacher Potas betrieb im rechten Teil des Hauses sein Geschäft.                                                                           |
| 1917      |  | Das Gebäude ging an den Kaufmann August Herbst über und diente im Obergeschoss als geräumiges Mehrfamilienwohnhaus. Es beherbergte lange Zeit die Wohnung des amtierenden Bürgermeisters.                                                                |
| 1945      |  | Durch Tieffliegerbeschuss wurde die Eingangstür beschädigt und notdürftig repariert. Erst 1960 konnte sie mit Unterstützung der Denkmalpflege fachgerecht wiederhergestellt werden.                                                                      |
| 1957–1960 |  | Der Schneidermeister Klawitter hatte im rechten Teil des Hauses sein Geschäft. Anschließend wechselten mehrere Fachgeschäfte der Handelsorganisation der DDR.                                                                                            |
| 1960      |  | Die Übersiedlung des letzten privaten Ladenbesitzers Ludwig Herbst mit seiner Familie erfolgte nach Westdeutschland. Unter dessen Namen ist das Haus auch heute noch in Wusterhausen bekannt.                                                            |
| 1963–1993 |  | Kreisheimatmuseum Kyritz im Erdgeschoss |
| 1992      |  | Bei Sanierungsarbeiten wurde ein mit Naturstein gepackter Brunnen freigelegt. |
| ab 2000   |  | Leerstand und drohender Verfall |
| 2009–2011 |  | umfassende Sanierung des Gebäudes |
| 2011      |  | Das Herbst'sche Haus wird als Kulturzentrum wiedereröffnet mit Wegemuseum, Stadtbibliothek, Tourismusinformation und Veranstaltungsraum, dem so genannten „Alten Laden“, in Anlehnung an den Verkaufs- und Geschäftsbereich der Kaufmannsfamilie Herbst. |